# Dłusko Leśne
Dłusko Leśne – osada leśna w Polsce położona w województwie zachodniopomorskim, w powiecie gryfińskim, w gminie Banie.
W latach 1975–1998 miejscowość administracyjnie należała do województwa szczecińskiego.